# Wojciech Niżański
Wojciech Janusz Niżański – polski lekarz weterynarii, profesor nauk weterynaryjnych, kierownik Katedry Rozrodu z Kliniką Zwierząt Gospodarskich Wydziału Medycyny Weterynaryjnej Uniwersytetu Przyrodniczego we Wrocławiu.

## Życiorys
W 1992 r. uzyskał tytuł lekarza weterynarii, a w 1999 r. obronił rozprawę doktorską pt. Badania nad konserwacją nasienia psów w niskich temperaturach; jego promotorem był prof. Andrzej Dubiel.  W 2009 r. habilitował się na podstawie pracy zatytułowanej Efektywność sztucznego unasienniania suk w aspekcie charakterystyki in vitro właściwości plemników psa, po czym objął kierownictwo Katedry Rozrodu z Kliniką Zwierząt Gospodarskich na Wydziale Medycyny Weterynaryjnej Uniwersytetu Przyrodniczego we Wrocławiu.
W 2014 r. uzyskał tytuł profesora nauk weterynaryjnych.
Do 2024r. członek zarządu Towarzystwa Biologii Rozrodu, a w latach 2020 - 2027 przewodniczący Komitetu Nauk Weterynaryjnych i Biologii Rozrodu Polskiej Akademii Nauk; Był też członkiem Komitetu Biologii Rozrodu PAN.
Jest prezesem Polskiego Stowarzyszenia Lekarzy Weterynarii Małych Zwierząt.
W latach 2011 - 2013  prezes European Veterinary Society for Small Animal Reproduction.
Członek Komisji Ewaluacji Nauki w latach 2023 - 2025.
Lider Wiodącego Zespołu Badawczego "InnoWet" Uniwersytetu Przyrodniczego we Wrocławiu.
Zainteresowania naukowe obejmują techniki wspomagania rozrodu w programach ratowania ginących gatunków zwierząt oraz zagadnienia diagnostyki i terapii zaburzeń rozrodu w weterynarii.
Laureat „Złotego Chirona” za popularyzację nauki w 2018 r.
Autor kilkuset publikacji naukowych i pozycji książkowych. Organizator międzynarodowych kongresów weterynaryjnych i międzynarodowych warsztatów mistrzowskich w weterynarii.